# Goljamo Sokolovo
Goljamo Sokolovo (bulgariska: Голямо Соколово) är ett distrikt i Bulgarien.   Det ligger i kommunen Obsjtina Tărgovisjte och regionen Tărgovisjte, i den nordöstra delen av landet, 270 km öster om huvudstaden Sofia.